# Ланівка
Лані́вка — село в Україні, у Стрийському районі Львівської області. Населення становить 1199 осіб. Орган місцевого самоврядування — Стрийська міська громада.

## Географія
Село розташоване на лівому березі Ступниці.
На північно-східній стороні від села бере початок річка Перекоп.

## Історія
Село Ланівка — колишня німецька протестантська колонія, заснована австрійською владою в 1783 році, коли в село прийшли перші колоністи–німці. Вони назвали поселення Бріґідау на честь комісара з переселення графа Йосифа фон Бригідо. Село налічувало 125 дворів, 550 мешканців. Перші роки були дуже важкими для німців. Вони не знали місцевих звичаїв та традицій, української мови. Адаптуватись у нових умовах їм допомагав перший священик села Левін Фрідріх Курц, який встановив зв'язки з місцевими органами влади, жителями навколишніх сіл. Саме за його сприяння в колонії була відкрита школа. Відоме ім'я першого вчителя. Це — Філіп Гайне. Характерним було й те, що в місцевому закладі освіти було запроваджено вивчення української мови.
Протягом 1944—1947 років на територію німецької колонії в рамках депортації українців з Польщі до УРСР були поселені жителі етнічних українських земель Холмщини, Лемківщини, Надсяння, Підляшшя. У 1944 р. на карті Стрийщини замість «Бріґідау» з'явився населений пункт Ланівка.
27 квітня 2019 року до Національного музею «Тюрма на Лонцького» передано архів підпілля ОУН, знайдений між селами Ланівка і Бійничі.

## Населення

### Мова
Розподіл населення за рідною мовою за даними перепису 2001 року:
| Мова            | Кількість | Відсоток |
| --------------- | --------- | -------- |
| українська      | 1192      | 99.42%   |
| російська       | 4         | 0.34%    |
| румунська       | 1         | 0.08%    |
| болгарська      | 1         | 0.08%    |
| інші/не вказали | 1         | 0.08%    |
| Усього          | 1199      | 100%     |

## Політика

### Парламентські вибори, 2019
На позачергових парламентських виборах 2019 року у селі функціонувала окрема виборча дільниця № 461468, розташована у приміщенні школи.
Результати
- зареєстровано 863 виборці, явка 50,41 %, найбільше голосів віддано за «Слугу народу» — 39,77 %, за партію «Голос» — 18,16 %, за всеукраїнське об'єднання «Батьківщина» — 12,18 %.[4] В одномандатному окрузі найбільше голосів отримав Андрій Гергерт (Всеукраїнське об'єднання «Свобода») — 26,44 %, за Володимира Наконечного (Слуга народу) — 24,14 %, за Євгенія Гірника (самовисування) — 11,26 %[5].

## Релігія
У селі є греко-католицька громада, яка належить до парафії великомученика Дмитрія Добрянського деканату Стрийської єпархії УГКЦ.

## Пам'ятки
У селі є Церква великомученика Дмитрія. Розпис храму проектував та виконував Карло Звіринський.